# アナと雪の女王2 (サウンドトラック)
『アナと雪の女王2』（Frozen 2）は、2019年のディズニーの同名映画のサウンドトラックである。サウンドトラックは映画公開に先駆けて2019年11月15日に配信が始まった。サウンドトラックにはクリステン・アンダーソン＝ロペスとロバート・ロペスによる7つの新曲に加え、映画1作の「トナカイのほうがずっといい」、そしてエンド・クレジットで流れるパニック!アット・ザ・ディスコ、ケイシー・マスグレイヴス、ウィーザーによる新曲のカバーバージョンが収録されている。またデラックス盤にはクリストフ・ベックによるスコアが収録されている。

## 背景
2018年3月、『アナと雪の女王』の歌曲を制作したクリステン・アンダーソン＝ロペスは夫のロバート・ロペスと共に続編『アナと雪の女王2』に続投し、既にクリスティン・ベルの新曲の収録を済ませていることを明かした。2019年8月13日、ジョシュ・ギャッドは続編の曲が第1作よりも「より良く」、「よりキャッチー」になると語った。2019年のD23エキスポで新曲が7曲であることが明かされた。全トラックリストは9月30日に予約開始と併せて発表された。

## トラックリスト
全作曲: ロバート・ロペス&クリステン・アンダーソン＝ロペス（歌曲）; クリストフ・ベック（スコア）
| #         | タイトル                                   | 作詞      | 作曲・編曲 | パフォーマー                                                                                                  | 時間 |
| --------- | ------------------------------------------ | --------- | ---------- | --- | ---- |
| 1.        | 「魔法の川の子守唄」                       |           |            | エヴァン・レイチェル・ウッド                                                                                  | 2:05 |
| 2.        | 「ずっとかわらないもの」                   |           |            | クリスティン・ベル、イディナ・メンゼル、ジョシュ・ギャッド、ジョナサン・グロフ、『アナと雪の女王2』のキャスト | 3:29 |
| 3.        | 「イントゥ・ジ・アンノウン」               |           |            | メンゼル featuring オーロラ                                                                                   | 3:14 |
| 4.        | 「おとなになったら」                       |           |            | ギャッド | 1:51 |
| 5.        | 「トナカイのほうがずっといい 〜恋愛編〜」  |           |            | グロフ | 0:26 |
| 6.        | 「恋の迷い子」                             |           |            | グロフ | 3:00 |
| 7.        | 「みせて、あなたを」                       |           |            | メンゼル、ウッド                                                                                              | 4:20 |
| 8.        | 「わたしにできること」                     |           |            | ベル | 3:36 |
| 9.        | 「イントゥ・ジ・アンノウン」(エンドソング) |           |            | パニック!アット・ザ・ディスコ                                                                                 | 3:09 |
| 10.       | 「魔法の川の子守唄」(エンドソング)         |           |            | ケイシー・マスグレイヴス                                                                                      | 3:03 |
| 11.       | 「恋の迷い子」(エンドソング)               |           |            | ウィーザー | 3:05 |
| 合計時間: | 合計時間:                                  | 合計時間: | 31:18      | |      |

| #   | タイトル                                               | 作詞 | 作曲・編曲 | パフォーマー                             |
| --- | ------------------------------------------------------ | ---- | ---------- | ---------------------------------------- |
| 12. | 「魔法の川の子守唄」                                   |      |            | 吉田羊                                   |
| 13. | 「ずっとかわらないもの」                               |      |            | 神田沙也加、松たか子、武内駿輔、原慎一郎 |
| 14. | 「イントゥ・ジ・アンノウン〜心のままに」               |      |            | 松たか子                                 |
| 15. | 「おとなになったら」                                   |      |            | 武内駿輔                                 |
| 16. | 「トナカイのほうがずっといい 〜恋愛編〜」              |      |            | 原慎一郎                                 |
| 17. | 「恋の迷い子」                                         |      |            | 原慎一郎                                 |
| 18. | 「みせて、あなたを」                                   |      |            | 松たか子、吉田羊                         |
| 19. | 「わたしにできること」                                 |      |            | 神田沙也加                               |
| 20. | 「イントゥ・ジ・アンノウン〜心のままに」(エンドソング) |      |            | 中元みずき                               |